# Mark Chittenden
Mark T.Chittenden (ur. 12 lipca 1956 w Southend-on-Sea) – brytyjski judoka. Olimpijczyk z Moskwy 1980, gdzie zajął jedenaste miejsce w wadze półciężkiej. 
Piąty na mistrzostwach Europy w 1981 roku. Medalista zawodów krajowych. 

## Letnie Igrzyska Olimpijskie 1980
| Konkurencja | Eliminacje               | Eliminacje          | Eliminacje         | Klas. końcowa |
| Konkurencja | Przeciwnik I             | Przeciwnik II       | 1/4                | Miejsce       |
| ----------- | ------------------------ | ------------------- | ------------------ | ------------- |
| 95 kg       | Jaroslav Nikodým (TCH) Z | John de Wet (ZIM) Z | Henk Numan (NED) P | 11.           |